# Heinrich Kapferer

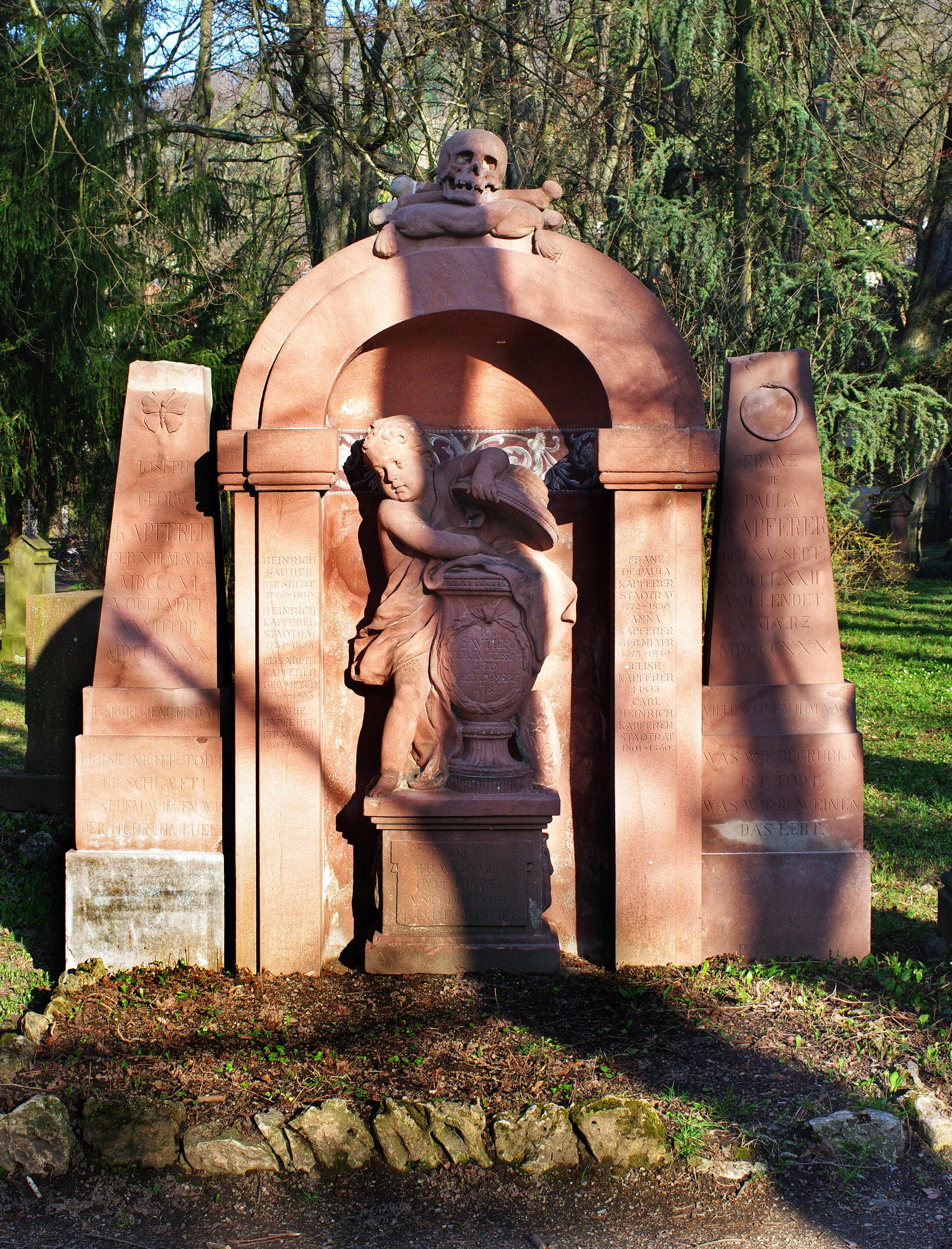
Grabmal von Heinrich Kapferer u. a. auf dem Alten Friedhof in Freiburg

Karl Heinrich Kapferer (* 19. August 1781 in Freiburg im Breisgau; † 25. November 1856 ebenda) war ein deutscher Kaufmann, Textilfabrikant, Stadtrat in Freiburg und Mitglied des Badischen Landtages.

## Leben
Heinrich war der Sohn von Franz de Paula Kapferer (1736–1804), Gründer der Firma Gebrüder Kapferer, und der Maria Katharina Sautier (1744–1801). Zusammen mit seinem Bruder Franz de Paula (junior) übernahm er 1795 die väterliche Firma und kaufte am 24. Dezember 1815 das Propsteigebäude des Klosters St. Margarethen in Waldkirch, welches die beiden Brüder zum Aufbau einer Baumwollfabrik nutzten.
Am 30. Juni 1819 wurde ihm das Ehrenbürgerrecht der Stadt Waldkirch verliehen.

## Badischer Landtag
Heinrich Kapferer war von 1822 bis 1823 gewählter Abgeordneter der Zweiten Kammer des badischen Landtages für den Wahlbezirk A14 des Landamtes Freiburg (II) und der Ämter Waldkirch und Elzach.